# International Railways of Central America
Die International Railways of Central America (IRCA) wurde 1912 gegründet. Präsident wurde Minor C. Keith, der seinerzeit auch Präsident der United Fruit Company war. Dies macht die enge Verbindung zwischen beiden Gesellschaften deutlich.
Die IRCA übernahm nach und nach die bis dato gebauten Eisenbahnen in Guatemala und erweiterte das System. Die Gesellschaft betrieb schließlich ein Streckennetz von 784 km. Das waren im Wesentlichen die Linien vom Atlantikhafen Puerto Barrios nach Guatemala-Stadt und weiter zum Pazifikhafen Puerto San José und die Linie von Santa María nach Tecún Umán an der mexikanischen Grenze.
Die Bahn erschloss vor allem die Bananenplantagen der United Fruit Co. im Tal des Río Motagua und im Raum Tiquisate. Im Jahre 1928 wurde der letzte große Bahnbau in Guatemala abgeschlossen mit der Eröffnung der Verbindung von Zacapa in Guatemala nach Santa Ana in El Salvador.
Mit der Eröffnung der neuen Autostraße zwischen Santo Tomás de Castilla am Atlantik und Guatemala begann der Stern der IRCA ab 1959 zu sinken. 1962 wurde in El Salvador der neue Hafen von Acajutla eröffnet. Damit verlor in der Folge die Verbindung nach El Salvador ihre Bedeutung. 1964 gab schließlich die United Fruit Co. ihre Plantagen im Raum Tiquisate auf. Der weitere Verkehrsverlust führte schließlich 1968 dazu, dass der Staat Guatemala die Verwaltung übernahm und die FEGUA (Ferrocarriles de Guatemala) gründete.